# Lógica NMOS

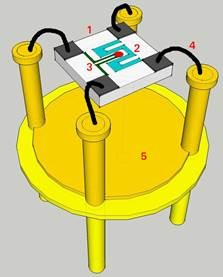
Sensor MOS

A lógica nMOS (nFET Metal Oxide Silicon) usa transistores de efeito de campo de metal óxido-semicondutor MOSFET tipo-n para implementar portas lógicas e outros circuitos digitais. Transistores nMOS têm três modos de operação: corte, tríodo e saturação (também denominado ativo).
Os MOSFETs tipo-n são arrumados numa rede "pull-down" (PDN) entre a saída da porta lógica e a voltagem de alimentação negativa, enquanto um resistor é colocado entre a saída da porta lógica e a voltagem de alimentação positiva. O circuito é desenhado de tal forma que se a saída desejada for baixa, então o PDN será ativo, criando uma corrente entre a alimentação negativa e a saída.

## Funções lógicas em NMOS
Como exemplo, numa porta NOR em lógica nMOS, se a entrada A ou B forem altas (1 lógico = verdade), o respectivo transistor MOS age como uma resistência muito baixa entre a saída e a alimentação negativa, forçando a saída a ser baixa (0 lógico = falso). Quando A e B são altos, ambos os transistores são condutivos, criando uma corrente de resistência igualmente baixa para o terra. A única hipótese em que a saída é alta, é quando ambos os transistores estão desligados, o que ocorre somente quando A e B são baixos, satisfazendo assim a tabela-verdade da porta NOR:
| A | B | A NOR B |
| - | - | ------- |
| 0 | 0 | 1       |
| 0 | 1 | 0       |
| 1 | 0 | 0       |
| 1 | 1 | 0       |

## Problemas da lógica nMOS
Embora a lógica nMOS seja fácil de desenhar e fabricar (um MOSFET pode ser feito para operar como um resistor, assim o circuito inteiro pode ser feito com nMOSFETs), possui várias limitações também. O pior problema é que a corrente contínua flui através de uma porta lógica nMOS quando a PDN está ativa, isto é, toda vez em que a saída é baixa. Isto leva à dissipação de energia estática mesmo quando o circuito está ocioso.
Também, circuitos nMOS são lentos para passar de baixo para alto. Ao passar de alto para baixo, os transistores oferecem baixa resistência, e a carga capacitiva na saída é drenada muito rapidamente. Mas a resistência entre a saída e o conduto de alimentação positiva é muito grande, de modo que a transição de baixo para alto é demorada. Usando um resistor de baixo valor irá acelerar o processo mas também aumenta a dissipação de energia estática.
Ademais, os níveis assimétricos da lógica de entrada tornam os circuitos nMOS suscetíveis ao ruído. Estas desvantagens são o motivo da lógica nMOS ter sido suplantada pela CMOS em circuitos digitais de baixa potência e alta velocidade, tais como microprocessadores, durante os anos 1980.